# Las cuatro plumas (novela)
Las cuatro plumas (título original en inglés: The Four Feathers) es una novela de aventuras y romance del escritor británico Alfred E. W. Mason, publicada por entregas en la revista literaria The Cornhill Magazine durante 1902 y en formato de libro en Londres el mismo año.

## Argumento
La novela cuenta la historia de un oficial británico, Harry Feversham, que renuncia a su cargo en el Regimiento Real del Norte de Surrey justo antes de la expedición de Lord Garnet Wolseley a Egipto en 1882 para reprimir el levantamiento del coronel Ahmed Orabi. Harry es acusado de cobardía por tres de sus camaradas, el Capitán Trench y los Tenientes Castleton y Willoughby, lo que es representado por la entrega de tres plumas blancas. Su prometida, Ethne Eustace, rompe su compromiso y también le entrega una pluma blanca. Su mejor amigo en el regimiento, el capitán Durrance, se convierte en rival por el amor de Ethne. 
Harry habla con el comandante Sutch, amigo de su difunto padre, que es un importante general retirado. Cuestiona sus propios motivos, pero dice que se redimirá mediante actos que convencerán a sus críticos de que retiren las plumas. Viaja solo a Egipto y Sudán, donde en 1882 Muhammad Ahmed se proclamó a sí mismo Mahdi (Guiado) y planteó una Guerra Santa. El 26 de enero de 1885, sus fuerzas derviches capturaron Jartum y mataron a su gobernador británico, el general Charles George Gordon. La mayor parte de la acción durante los siguientes seis años tiene lugar en el este de Sudán, donde los británicos y egipcios retuvieron a Suakin. Durrance está cegado por la insolación e inválido. Según los informes, Castleton muere en Tamai, donde un ataque del Mahdi conquista brevemente una plaza británica. 
El primer éxito de Harry llega cuando recupera las cartas perdidas de Gordon. Lo ayuda un árabe sudanés, Abou Fatma. Más tarde, disfrazado de músico griego y haciéndose pasar por loco, Harry es encarcelado en Omdurman, de donde rescata al Capitán Trench, que había sido capturado en una misión de reconocimiento, y consiguen escapan. 
Al enterarse de sus acciones, Willoughby y Trench entregan a Ethne las plumas que han recuperado de Harry. Este regresa a Inglaterra y ve a Ethne por lo que él cree que es la última vez, ya que esta ha decidido casarse con el ciego Durrance. Pero Durrance le dice que su ceguera es temporal (una mentira piadosa) y la libera del compromiso para que se pueda casar con Harry.

## Personajes
- Harry Faversham: oficial británico.
- Ethne Eustace:
- Jack Durrance:
- Tom Willoughby:
- Edward Castleton:

## Legado
La historia narrada en las cuatro plumas ha sido una fuente de inspiración para Hollywood, en donde la han adaptado por lo menos a siete películas.
- Las cuatro plumas (película muda de 1911)
- Las cuatro plumas (película muda de 1921)
- Las cuatro plumas (película de 1929) primera sonora
- Las cuatro plumas (película de 1939) primera en color
- Tempestad sobre el Nilo (película de 1955)
- Las cuatro plumas (película de 1978) para la televisión.
- Las cuatro plumas (película de 2002)

Y aunque no está basada en el libro, la película Kartum narra lo acaecido durante la conquista de la capital del Sudán por Ahmed, que condujo a la muerte del general Gordon, lo que aparece en la novela.